# 딜리셔스 파티♡프리큐어
《딜리셔스 파티♡프리큐어》(일본어: デリシャスパーティ♡プリキュア 디리셔즈 파티♡푸리큐아[*] 영어: Delicious Party♡Precure)는 도에이 애니메이션 제작의 애니메이션이다.

## 개요
- 아사히 방송 및 TV 아사히 계열국을 통해 2022년 2월 6일부터 2023년 1월 29일까지 방영되었다.
- 프리큐어 시리즈 통상 19번째 작품이자, 17대 프리큐어에 해당되는 작품이다.
- 프리큐어 시리즈 최초로 레귤러 나레이션이 도입된다.
- 테마는 밥, 요리이다.

## 줄거리
신기한 맛있는 세상 쿠킹덤이 나라에서 소중하게 지켜온 모든 음식을 만드는 법을 적은
[레시피봉]을 괴도 분돌단에게 도난당한 사건이 일어났다.
레시피봉을 찾기 위해 인간계의 맛있는 타운에 온
세 마리의 에너지 요정은 세 명의 소녀를 만나게 되고,
이들이 프리큐어가 되어 분돌단에 맞서게 된다.

## 방송 일시
| 방송 채널            | 방송일                           | 방송 시간                 |
| -------------------- | -------------------------------- | ------------------------- |
| TV 아사히 계열       | 2022년 2월 6일 ~ 2023년 1월 29일 | 매주 일요일 08:30 ~ 09:00 |
| 아사히 방송 지역방송 | 2022년 2월 6일 ~ 2023년 1월 29일 | 매주 일요일 08:30 ~ 09:00 |

## 등장인물

### 프리큐어
나고미 유이/큐어 프레셔스(일본어: 和実 ゆい / キュアプレシャス)
성우 - 히시카와 하나
색깔 -      분홍색 (생일 8월 31일)
본작의 주인공. 느긋하고 건강한 중학교 2학년. 정식집 딸. 말버릇은 "딜리셔스마일!(デリシャスマイル～！)", "배고파!(はらペコった～！)".
후와 코코네/큐어 스파이시(일본어: 芙羽 ここね / キュアスパイシー)
성우 - 시미즈 리사
색깔 -      하늘색 (생일 3월 13일)
쿨뷰티로 멋쟁이. 중학교 2학년. 고급 레스토랑의 딸.
하나미치 란/큐어 얌얌(일본어: 華満 らん / キュアヤムヤム)
성우 - 이구치 유카
색깔 -      노란색(     주황색) (생일 7월 11일)
수다쟁이. 중학교 2학년. 라면 가게의 딸.
카사이 아마네/큐어 피날레(일본어: 菓彩 あまね / キュアフィナーレ)
성우 - 카야노 아이
색깔 -      금색(     보라색) (생일 11월 24일)
프리큐어의 신전사. 나고미 유이와 후와 코코네, 하나미치 란이 다니는 학교의 학생회장. 5화에서 첫 등장. 9화에서 정체가 젠틀이였다. 13화에서 분돌단이 마음이 조종 당해, 프리큐어와 전투에서 정화되어 조종하는 마음에서 풀려났다. 처음부터는 프리큐어의 적이었다. 18화부터는 큐어 피날레로 변신한다.

### 요정
코메코메(일본어: コメコメ)
성우 - 타카모리 나츠미
색깔 -      분홍색
흰여우의 모습을 한 쌀의 에너지 요정.
팜팜(일본어: パムパム)
성우 - 히오카 나츠미
색깔 -      하늘색
강아지 모습을 한 빵의 에너지 요정.
멤멤(일본어: メンメン)
성우 - 한바 토모에
색깔 -      노란색
드래곤의 모습을 한 면의 에너지 요정.
레시피피(일본어: レシピッピ)
성우 - 시마부쿠로 미유리, 카와무라 리에
맛있는 요리에 깃든 요정.

### 프리큐어의 조력자
로즈마리(일본어: ローズマリー)
성우 - 마에노 토모아키
레시피를 찾기 위해 쿠킹 킹덤에서 온 레시피본 수색대 대장.
시나다 타쿠미/블랙 페퍼(일본어: 品田 拓海 / ブラックペッパー)
성우 - 우치다 유마
유이의 소꿉친구이자, 중학교 3학년. 14화부터는 본격적으로 유이를 지원하는 조력자로 '블랙 페퍼'라는 이름으로 활동하게 된다.

### 쿠킹 킹덤
쿠킹(일본어: クッキング)
성우 - 스즈키 타쿠마
쿠킹 킹덤의 왕. 레시피봉 탈피를 위해 로즈마리를 오이시나 타운으로 향하게 한다.
쿠퀸(일본어: クックイーン)
성우 - 시노하라 에미
쿠킹덤의 여왕.
펜넬(일본어: フェンネル)
성우 - 미카미 사토시
쿠킹덤의 근위대장.
셀피유(일본어: セルフィーユ)
성우 - 츠다 미나미
쿠킹덤에서 쿡 파이터 견습생으로 있는 소녀.
진저(일본어: ジンジャー)
성우 - 야스하라 요시토
쿠킹덤의 선대 쿡파이터이자 로즈마리, 펜넬, 시나다 몬페이의 스승. 현재는 행방불명이 되었으며 프리큐어들이 코메코메의 힘으로 20년 전 과거로 갔을 때 처음으로 만난다. 고양이 탈을 쓰고있다.
코메코메 1세†(일본어: コメコメ1世)
성우 - 타카모리 나츠미
쿠킹덤의 선대 요정이자 진저의 파트너 요정. 20년 전에 진저와 함께 결계를 만들던 중에 죽었으며 바로 코메코메 2세를 분신으로 낳는다.

### 괴도 분돌단
고다츠†(일본어: ゴーダッツ)
성우 - 미카미 사토시
괴도 분돌단의 단장. 41화에서 정체는 쿠킹덤의 근위대장인 펜넬이였다.
젠틀†(일본어: ジェントルー)
성우 - 카야노 아이
괴도 분돌단의 일원. 9화에서 변신이 풀려 정체가 카사이 아마네였다.
세크레터리(일본어: セクレトルー)
성우 - 키노시타 사야카
괴도 분돌단의 일원 중 한 명인 녹색 머리의 여성.
나르시스토르(일본어: ナルシストルー)
성우 - 사카구치 슈헤이
괴도 분돌단의 일원 중 한 명인 젊은 남성.
스피릿토르(일본어: スピリットルー)
성우 - 카누카 미츠아키
괴도 분돌단의 일원 중 한 명인 로봇.
우바우조(일본어: うばうぞ)/못토 우바우조/(일본어: もっとうばうぞ)/곳소리 우바우조(일본어: ごっそりうばうぞ)
성우 - 호리 소우시로
본작의 소환 마물.

### 나고미 일가
나고미 아키호(일본어: 和実 あきほ)
성우 - 나카무라 치에(1화 ~ 35화) → 츠네마츠 아유미(39화 ~ ) : 유이의 어머니.
나고미 요네(일본어: 和実 よね)
성우 - 미야자키 요시코
유이의 할머니.
나고미 히카루(일본어: 和実 ひかる)
성우 - 키우치 히데노부
유이의 아버지. 13화에서 첫 등장하였으며 타쿠미의 아버지와 함께 바다 여행을 하고 있던 중에 화상으로 유이와 통화한다. 어부이며 유이와는 따로 지내고 있다.

### 후와 일가
토도로키(일본어: 轟)
성우 - 카시이 쇼토
코코네 저택에서 일하는 집사. 코코네 부모님을 대신하여 그녀의 보호자로 있다.
후와 쇼우세이(일본어: 芙羽しょうせい)
성우 - 나카노 다이스케
코코네의 아버지. 레스토랑 뒤 라크의 셰프이자 오너이며 바쁜 일로 집에 들어오지 못하였다가 일정이 취소될 때 집에 들어오게 되어서 코코네와 함께 식사를 하게 된다. 15화에서 토도로키의 회상에서 처음 나왔다가 본작에서 처음으로 나오게 되었다.
후와 하츠코(일본어: 芙羽はつこ)
성우 - 유키나리 토아
코코네의 어머니. 레스토랑 뒤 라크의 셰프이자 신의 혀라는 별명을 가진 유명인으로 남편과 함께 바쁜 일로 집에 들어오지 못했다가 일정이 취소될 때 집에 들어와서 코코네와 함께 식사를 하게 된다. 15화에서 토도로키의 회상에서 처음 나왔다가 본작에서 처음으로 나오게 되었다.

### 하나미치 일가
하나미치 코시노스케(일본어: 華満こしのすけ)
성우 - 오노 아츠시
란의 아버지. 라면집 판다헌의 주인이다.
하나미치 츠루네(일본어: 華満つるね)
성우 - 코바야시 아이
란의 어머니. 라면집 판다헌의 주인이며 남편과 함께 운영하고 있다.
하나미치 린(일본어: 華満りん) / 하나미치 룬(일본어: 華満るん)
성우 - 카와무라 리에(하나미치 린) / 야마구치 아카네(하나미치 룬)
란의 여동생과 남동생. 린이 둘째이고 룬이 막내이다.

### 카사이 일가
카사이 유안(일본어: 菓彩 ゆあん)
성우 - 미야타 토시야
아마네의 쌍둥이 오빠.
카사이 미츠키(일본어: 菓彩 みつき)
성우 - 미야타 토시야
아마네의 쌍둥이 오빠.
카사이 슈이치(일본어: 菓彩 しゅういち)
성우 - 후지이 케이스케
아마네의 아버지. 가족 중 유일하게 안경을 쓰고있다.
카사이 보탄(일본어: 菓彩 ぼたん)
성우 - 신도 나오미
아마네의 어머니. 딸과 머리 스타일이 비슷해보인데다가 얼굴 또한 닮아보인다.

### 시나다 일가
시나다 안(일본어: 品田 あん)
성우 - 오오니시 사오리
타쿠미의 어머니.
시나다 몬페이(일본어: 品田 門平)
성우 - 이케다 테츠히로
타쿠미의 아버지. 13화에서 등장하며 유이의 아버지와 함께 바다 여행을 하고 있다. 사실은 인간계가 아닌 쿠킹덤 출신이다.

### 학교
타마키 와카나(일본어: 玉木 わかな)
성우 - 하세가와 이쿠미
축구부에 소속하는 소녀.
엔도 이로하(일본어: 遠藤 いろは)
성우 - 타나카 타카코
프리큐어들이 다니는 학교의 여학생.
타카다 리사(일본어: 高田 りさ)
성우 - 카와무라 리에
프리큐어들이 다니는 학교의 여학생.

나가세 에나(일본어: 長瀬 えな)
성우 - 시마부쿠로 미유리
프리큐어들이 다니는 학교의 여학생.

혼마 토모에(일본어: 本間 ともえ)
성우 - 시마부쿠로 미유리
프리큐어들이 다니는 학교의 여학생. 시나다 타쿠미에게 좋아한다는 고백을 하였지만 타쿠미가 거절한다.

타카기 신페이(일본어: 高木晋平)
성우 - 칸제 노리아키
프리큐어들이 다니는 학교의 남학생. 4화에서 첫 등장하여 코코네를 보고 낙담하였으며 란이 샌드위치를 먹으며 SNS에 사진을 올릴 때 이상한 아이라며 놀렸다.
야마쿠라 모에(일본어: 山倉もえ)
성우 - 하세가와 이쿠미
프리큐어들이 다니는 학교의 여학생이자 학생회 부회장. 아마네의 친구.

### 그 외의 인물
마츠야마 사카에다(일본어: 松山咲枝)
성우 - 타키자와 로코
오이시나 타운에서 60년동안 화과자 가게를 운영하는 노인. 란이 이용하는 단골 가게 주인이며 가게 문을 닫으려고 한다.
미나토 요스케(일본어: 湊 陽佑)
성우 - 야스무라 마코토
오이시나 타운에서 청과 가게를 운영하는 청년. 타쿠미가 어머니 심부름으로 채소를 사러 자주 들리는 편이라 서로 아는 사이이다.
사쿠라이 아사에(일본어: 櫻井麻惠)
성우 - 카와무라 리에
미나토 요스케의 여자 친구. 병원에 입원해있으며 요스케의 친구이기에 타쿠미와도 아는 사이이다.
후지노 타카오 / 후지노 미야코(일본어: 藤野タカオ / 藤野みやこ)
성우 - 카네무라 이쿠토(타카오), 카와무라 리에(미야코)
오이시나 타운에서 유명한 야끼소바를 운영하는 젊은 부부. 타카오가 남편, 미야코가 아내.
마이라 이스키(일본어: マイラ・イースキ)
성우 - 와키 아즈미
이스키 섬이라는 곳에서 연설을 하기 위해 오이시나 타운에 오게 된 유이와 안면이 매우 닮아보이는 공주.
겐마 이탓크(일본어: ゲンマ・イタック)
성우 - 타니 아츠키
마이라와 함께 이스키 섬에서 함께 온 집사이자 측근.
센바 이스키(일본어: サンザー・イースキ)
성우 - 요나이 유우키
이스키 섬의 왕자이자 마이라의 사촌. 왕위 계승권에서 마이라에게 밀리자 납치하려고 한다.
아사이 마타자부로(일본어: 浅井又三郎)
성우 - 사이토 지로
옛날 오이시나 타운에서 음식점을 했던 노인. 현재는 손자와 함께 다른 곳에서 살다가 오이시나 타운으로 와서 유이를 만난다.
아사이 코스케(일본어: 浅井宏輔)
성우 - 우루시야마 유우키
마타자부로의 손자.
타테모토 이나(일본어: 館本飯菜)
성우 - 카토 에미리
닉네임은 타테못티(タテモッティ). 맛집 인플루언서이며 란의 부모님 가게에 찾아온다.
나레이션(일본어: ナレーション)
성우 - 미야자키 요시코
본작의 나레이션. 그 정체는 수수께끼에 싸여 있다.

### 특별출연
소라 하레와타루/큐어 스카이(일본어: ソラ·ハレワタール / キュアスカイ)
성우 - 세키네 아키라
차기작인 펼쳐지는 스카이! 프리큐어의 주인공. 최종화(45화)에서 등장하였다.

## 등장 아이템
에너지 요정
본작의 마스코트 겸 본작의 변신 아이템.
하트 큐어 워치
팔찌형태의 변신 아이템.
레시피피
하트 큐어 워치에 대응하는 아이템.
파티 글라스
와인 잔을 모티브로 한 아이템.
하트 쥬시 믹서
믹서기 + 총 형태의 아이템. 합체 기술을 사용할 수 있다.
하트 후르츠 펜던트
카사이 아마네가 프리큐어로 변신하게 될 때 쓰이는 전용 아이템.

## 설정
쿠킹덤
본작의 요정 세계.
오이시나 타운
본작의 무대가 되는 도시. 일식, 양식, 중식 거리로 구성이 되어있다. 이름의 뜻은 일본어로 맛있다라는 뜻의 오이시(おいしい).
나고미 정
나고미 유이의 가족이 운영하는 일식당.
레스토랑 뒤 라크
후와 코코네의 가족이 운영하는 양식당.
판다헌
하나미치 란의 가족이 운영하는 라면집.
후르츠 팔러 카사이
카사이 아마네의 가족이 운영하는 디저트 카페.
괴도 분돌단
본작에 나오는 악의 조직. 이름의 뜻은 일본어로 강탈하다, 빼앗다라는 뜻의 분도루(ぶんどる).
딜리셔스 필드
본작에 나오는 로즈마리가 만든 전투 공간. 로즈마리, 프리큐어와 분돌단 멤버만 들어갈 수 있으며 일반인들은 들어갈 수 없도록 되어있고 분돌단 간부는 탈출이 가능하지만 괴수인 우바우조는 프리큐어에 의해 정화될 때 필드 안에서 소멸되며 레시피피가 풀려난다.
사립 신센 중학교
본작의 프리큐어들이 다니는 중학교.

## 관련 정보
2021년 10월 18일에 본 상표를 등록했고 11월 2일 본 타이틀명이 공개되었다.

## 주제가

### 일본어판
오프닝 테마 <Cheers! 딜리셔스 파티♡ 프리큐어>
가수 - Machico / 작사 - 마이클 스기야마 / 작곡 - 우마세 미사키 / 편곡 - 우마세 미사키
첫 번째 엔딩 테마 <DELICIOUS HAPPY DAYS♪>(1화-20화)
가수 - 요시타케 치하야 / 작사 - 코다마 사오리 / 작곡 - 히게 드라이브 / 편곡 - 우마세 미사키
두 번째 엔딩 테마 <마음 딜리셔스>(21화-)
가수 - 사사키 리코 / 작사 - 코다마 사오리 / 작곡 · 편곡 - 모리 이즈미

## 방영 목록
- 방송일은 아사히 방송 기준.
- 본 작품은 한국 내에서 공식 방영한 작품이 아니므로 한국어 제목은 일본어 해석에 맞춰서 임의적으로 표기하였다. 한국 방영이 될 경우 한국어 더빙 기준으로 바뀔 수 있다.

| 화수       | 제목 | 방송일           |
| ---------- | --- | ---------------- |
| 01         | ごはんは笑顔♡変身！キュアプレシャス 밥은 미소♡변신! 큐어 프레셔스                                       | 2022년 2월 6일   |
| 02         | さようなら、ゆい…！マリちゃんの決意 안녕, 유이…! 마리짱의 결의                                          | 2022년 2월 13일  |
| 03         | コメコメのおつかい！まいごで大騒動！！ 코메코메의 심부름! 미아 대소동!!                                 | 2022년 2월 20일  |
| 04         | ふくらむ、この想い...キュアスパイシー誕生！ 부풀어라, 이 마음……큐어 스파이시 탄생!                      | 2022년 2월 27일  |
| 05         | なかよくなりたいのに...！ここね、初めてのおともだち！ 친해지고 싶은데……! 코코네, 첫 친구!               | 2022년 3월 6일   |
| 06         | 学校！怪物！大パニック！？ねらわれたエビフライ！ 학교! 괴물! 대패닉!? 타깃이 된 새우튀김!               | 2022년 4월 17일  |
| 07         | 強火の情熱！きらめいてキュアヤムヤム！！ 센불의 정열! 빛나는 큐어 얌얌!                                 | 2022년 4월 24일  |
| 08         | ちゅるりん卒業！？おでかけ！おいしーなタウン 츄루린 졸업!? 외출! 오이시나 타운                          | 2022년 5월 1일   |
| 09         | かみ合わないふたり？ここねとらんの合わせ味噌！ 안 맞는 두 사람? 코코네와 란의 양념장!                   | 2022년 5월 8일   |
| 10         | 泣かないでレシピッピ...誕生！ハートジューシーミキサー 울지마 레시피피...탄생! 하트 쥬시 믹서            | 2022년 5월 15일  |
| 11         | ジェントルーの罠！ゆいとらん、テストで大ピンチ！？ 젠틀의 덪! 유이와 란, 테스트로 대위기!?              | 2022년 5월 22일  |
| 12         | 小さじ一杯の希望！ジェントルーの本当の心 한 가닥 희망! 젠틀의 진정한 마음                               | 2022년 5월 29일  |
| 13         | うばわれた思い出を守れ！明かされる拓海のヒミツ 들킨 추억을 지켜라! 밝혀지는 타쿠미의 비밀               | 2022년 6월 5일   |
| 14         | 初恋ってどんな味？恋するキモチと拓海のこたえ 첫사랑은 어떤 맛이야? 사랑하는 기분과 타쿠미의 대답        | 2022년 6월 12일  |
| 15         | ドキドキ！ここね、初めてのピクニック！ 두근두근! 코코네, 첫 나들이!                                     | 2022년 6월 19일  |
| 16         | らんらんって変…！？肉じゃがとウソ 란란은 이상해...!? 니쿠자가와 거짓말                                  | 2022년 6월 26일  |
| 17         | 4人目のプリキュア！？あまねの選択 네 명째의 프리큐어!? 아마네의 선택                                    | 2022년 7월 3일   |
| 18         | わたし、パフェになりたい！輝け！キュアフィナーレ！ 나, 파르페가 되고 싶어! 빛나라! 큐어 피날레!         | 2022년 7월 10일  |
| 19         | みんなでデコレーション！お兄さんへの贈りもの 다같이 데코레이션! 오빠에게 선물                           | 2022년 7월 17일  |
| 20         | あまねのマナーレッスン！憧れのレストラン 아마네의 매너 레슨! 동경하는 레스토랑                          | 2022년 7월 24일  |
| 21         | この味を守りたい...！らんの和菓子大作戦 이 맛을 지키고 싶어...! 란의 화과자 대작전                      | 2022년 7월 31일  |
| 22         | ブラペ引退！？ 伝説のクレープを探せ 블랙 페퍼 은퇴!? 전설의 크레이프를 찾아라                           | 2022년 8월 7일   |
| 23         | ここねのわがまま？思い出のボールドーナツ 코코네의 고집? 추억의 볼 도너츠                                | 2022년 8월 14일  |
| 24         | コメコメなんて知らない！波乱のピザパーティ 코메코메따위 몰라! 혼란의 피자파티                           | 2022년 8월 21일  |
| 25         | 新たな怪盗！？にこにこキャンプでごわす！ 새로운 괴도!? 싱글벙글 캠프이옵니다!                           | 2022년 8월 28일  |
| 26         | ここねのやくそく！ピーマン大王への挑戦 코코네의 약속! 피망대왕에게 도전                                 | 2022년 9월 4일   |
| 27         | コメコメ大変化！？らんのハッピー計画 코메코메 대변화!? 란의 해피 계획                                   | 2022년 9월 11일  |
| 28         | コメコメの力をみんなに...！パーティキャンドルタクト！ 코메코메의 힘을 모두에게...! 파티캔들 택트!       | 2022년 9월 18일  |
| 29         | おいしいパラダイス！レッツゴー！クッキングダム！ 맛있는 파라다이스! 렛츠고! 쿠킹덤!                     | 2022년 9월 25일  |
| 30         | おまつりわっしょい！やきそばマリちゃん 축제 영차! 야끼소바 마리짱                                       | 2022년 10월 2일  |
| 31         | おいしーなタウンの休日 プリンセスゆい！？ 오이시나 타운의 휴일 프린세스 유이!?                          | 2022년 10월 9일  |
| 32         | すすれ！ちゅるフェス まいごのうどんを探せ！ 후루룩! 츄루페스 미아의 우동을 찾아라!                      | 2022년 10월 16일 |
| 33         | 清く正しく！あまねとハロウィンパーティ 맑고 바르게! 아마네와 할로윈 파티                                | 2022년 10월 23일 |
| 34         | おじいちゃんはガンコ！おでんは野球のあとで 할아버지는 고집! 오뎅은 야구 이후에                          | 2022년 10월 30일 |
| 35         | ここねとお別れ！？いま、分け合いたい想い 코코네랑 이별!? 지금, 나누고 싶은 마음                         | 2022년 11월 13일 |
| 36         | らんがデビュー！？きらめくグルメ・エモーション！ 란이 데뷔!? 반짝이는 쿠루메 이모션!                    | 2022년 11월 20일 |
| 37         | ひそむ怪しい影...あまねの文化祭フィナーレ！ 숨어든 수상한 그림자... 아마네의 문화제 피날레!             | 2022년 11월 27일 |
| 38         | おばあちゃんに会える！？ おむすびと未来へのバトン 할머니를 만날 수 있어!? 주먹밥과 미래로의 패턴        | 2022년 12월 4일  |
| 39         | お料理なんてしなくていい！？おいしい笑顔の作り方 요리 따위는 하지 않아도 돼? 맛있는 웃는 얼굴 만드는 법 | 2022년 12월 11일 |
| 40         | 俺に出来ること... ブラックペッパーと拓海の決断 내가 할 수 있는 일... 블랙 페퍼와 타쿠미의 결단          | 2022년 12월 18일 |
| 41         | メリークリスマス！ フェンネルの大切なもの 메리 크리스마스! 펜넬의 소중한 것                             | 2022년 12월 25일 |
| 42         | ゴーダッツのたくらみ プレシャス vs. ブラックペッパー 고다츠의 계략 프레셔스 vs. 블랙 페퍼               | 2023년 1월 8일   |
| 43         | レシピボン発動！ おいしーなタウンの危機 레시피본 발동! 오이시나 타운의 위기                             | 2023년 1월 15일  |
| 44         | シェアリンエナジー！ ありがとうを重ねて 셰어링 에너지! 고마움을 포개어                                  | 2023년 1월 22일  |
| 45[최종회] | デリシャスマイル～！ みんなあつまれ！いただきます！！ 딜리셔스마일! 모두 집합 잘먹겠습니다!!            | 2023년 1월 29일  |

### 결방 목록

#### 사고 및 교체 편성
- 방송기간 중인 2022년 3월 6일에 도에이 애니메이션 본사의 해킹 사태로 인하여 3월 13일에 방송될 예정이었던 6화가 방송이 연기되고 대신 딜리셔스 파티♡프리큐어 오사라이 컬렉션으로 대체 방영, 3월 20일, 27일, 4월 3일은 극장판 허긋토! 프리큐어♡두 사람은 프리큐어 올스타즈 메모리즈 로 3주간 대체 방영하기로 하였다.[1][2][3]. 4월 10일 이후의 방송 예정에 대해서는 확정되는 대로 공식 사이트나 공식 SNS에 발표할 것을 아울러 고지하고 있다. 이후 4월 6일, 4월 17일부터 방영 재개가 발표되었다

## 극장판
극장판 딜리셔스 파티♡프리큐어 꿈꾸는♡어린이 런치!
2022년 9월 23일 공개. 동시에 3DCG 단편 영화 《나만의 어린이 런치》가 공개. 본 작품 및 《스타☆트윙클 프리큐어》, 《힐링굿♡프리큐어》, 《트로피컬 루즈! 프리큐어》의 역대 4 작품의 콜라보레이션 작품. 4 작품의 프리큐어가 등장한다.

### 크로스 오버 극장판
극장판 프리큐어 올스타즈 F
2023년 9월 15일 공개. 프리큐어 20주년 기념작이다.